# 새벽별
《새벽별》은 2010년 3월 29일에 발매된 박새별의 1집 정규 앨범이다. 박새별은 전곡의 작/편곡, 건반과 플룻 연주, 미디 프로그래밍 등을 했고, 재즈 기타리스트 정수욱, 루시드 폴, 페퍼톤스 등이 이 앨범에 피처링으로 참여했다. 루시드 폴은 두 곡의 작사에 참여했으며 나머지 곡의 작사는 박새별이 했다.

## 곡 목록
1. 그대는 아는지
2. 사랑인가요
3. 엄마는 다 알아
4. 솜사탕 (feat. 루시드 폴)
5. 물망초
6. 잃어버리다
7. 괜찮아요 (feat. 정수욱)
8. 해피송 (feat. 페퍼톤스)
9. remember me
10. seasky